# Меноніти

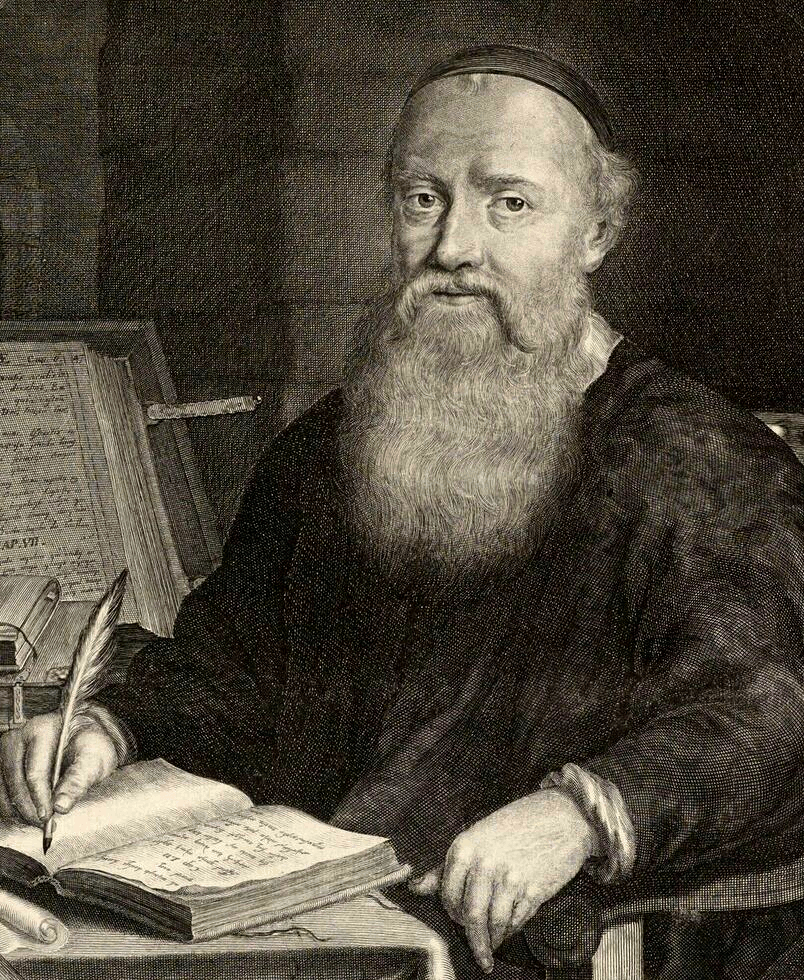
Менно Сімонс (1496—1561) — засновик менонізму

Меноні́ти — християнський протестантський рух, який належить до церковної громади анабаптистів. Засноване Менно Сімонсом віросповідання пропагує мирне співжиття у світському суспільстві, відсутність насильства, ненасильницькі методи протесту та розв'язання спірних питань, пацифізм. У своїх працях Менно Сімонс сформулював і формалізував вчення більш ранніх засновників Швейцарії, причому ранні вчення менонітів ґрунтувалися на вірі, як у місію, так і в служіння Ісусові, якої первісні послідовники анабаптистів дотримувалися з великою переконаністю, попри переслідування з боку різних римо-католицьких та протестантських держав.
У світі в 2006 році налічувалось 1,5 млн менонітів (2006). За правління Катерини II переселені з Німеччини і Голландії в південноукраїнські степи. Відтак вони переселилися до Північної та Південної Америки: найчисленніші в США, Канаді та Демократичній республіці Конго. Меноніти проживають або в окремих громадах, або розпорошені серед місцевого населення в півсотні країн світу.
Відрізняються від інших християнських конфесій своєю негайною і спонтанною поміччю, яку беззастережно надають потерпілим від стихійних лих. Менонітська церква сповідує добросусідство, безкорисливе й добровільне служіння ближнім, незалежно від їхнього віросповідання. Про історію менонітів та їхнє переселення до Канади писав Арнольд Дік.

## Історія
Менонітство виникло в 1530-і роки в ході реформаційного руху в Нідерландах, в якому брали участь радикальні і помірні анабаптисти (від грец. «Знову хрещені»). Раннє нашарування менонітських вірувань було кодифіковано у Дордрехтській сповіді віри 1632 р., але різні релігійні менонітські групи не дотримуються спільного та єдиного визнання чи віри.

### Зародження
Рання історія менонітів починається з анабаптистів у німецькомовній та нідерландськомовній частинах Центральної Європи. Німецький термін - «Täufer» або «Wiedertäufer» («знову хрещені» або «анабаптисти», використовуючи грецьку ана ["знову"]). Ці попередники сучасних менонітів були частиною протестантської Реформації, широкої реакції проти практики та теології Римо-католицької церкви. Його найвизначнішою рисою є відмова від хрещення немовлят, вчинок, який мав як релігійний, так і політичний сенс, оскільки майже кожна дитина, народжена в Західній Європі була охрещена в Римо-католицькій церкві. Інші богословські погляди менонітів розвивалися на противагу поглядам римо-католиків або поглядам інших протестантських реформаторів, таких як Мартін Лютер та Ульріх Цвінглі.
Деякі з послідовників реформованої церкви, як от У. Цвінглі вважали, що вимагати членства в церкві, починаючи з народження, не узгоджується з приписами Нового Завіту. Вони вважали, що церква має бути повністю усунена від уряду (протовільна церковна традиція), і що окремі особи повинні приєднуватися лише тоді, коли хочуть публічно визнати віру в Ісуса та бажання жити відповідно до його вчення. На невеликій зустрічі в Цюриху 21 січня 1525 року Конрад Гребель, Фелікс Манц та Джордж Блаурок разом з дванадцятьма іншими охрестили один одного. Ця зустріч позначає початок анабаптистського руху. Слідуючи ідеям реформаторства, інші релігійні групи почали проповідувати про зменшення ієрархічності релігійної структури, відносин з державою, есхатології та сексуальних прав, починаючи від утримання від сексуальних контактів до крайньої цнотливості. Ці рухи разом називають «радикальною реформацією».
Багато урядових та релігійних провідників, як протестанти, так і римо-католики вважали добровільне членство в церкві небезпечним — занепокоєння деяких поглиблювалося повідомленнями про Мюнстерське повстання, очолюване насильницькою сектою анабаптистів. Вони об'єднали зусилля для боротьби з рухом, використовуючи такі методи, як: вигнання, катування, спалювання, утоплення чи обезголовлення. Попри сильні репресивні зусилля державних церков, рух повільно поширився по Західній Європі, насамперед уздовж Рейну. Чиновники вбивали багатьох лідерів анабаптистів, намагаючись очистити Європу від нової секти. До 1530 року більшість керівників-засновників були вбиті за відмову відректися від своїх переконань. Вони вірили, що Ісус навчав, що будь-яке застосування сили, щоб відбитися від когось було неправильним і навчив прощати.

### Менно Сімонс
У перші дні анабаптистського руху Менно Сімонс, який був католицьким священиком у Нідерландах, почувши про рух та його засадничі ідеї почав переглядати свою католицьку віру. Він поставив під сумнів доктрину трансубстанціації, але не хотів покидати римо-католицьку церкву. Приводом до радикальних конфесійних змін у житті М. Сімонса було вбивство його брата, члена групи ненасильницьких анабаптистів, якого забили до смерті, коли на нього та його товаришів напали, а ті в силу своєї віри відмовились захищатись. У 1536 році у віці 40 років М. Сімонс покинув римо-католицьку церкву. Незабаром він став лідером анабаптистського руху і був розшуканий владою до кінця свого життя. Згодом його ім'я стало асоціюватися з розсіяними групами ненасильницьких анабаптистів, яким він допомагав організуватись та консолідуватись.

## Фрагментація та відгалуження
Протягом 16 століття меноніти та інші анабаптисти невпинно переслідувалися. Цей період гонінь мав значний вплив на формування менонітської ідентичності. «Дзеркало мучеників», опубліковане в 1660 документує значну частину переслідувань анабаптистів та їх попередників, включаючи розповіді про понад 4 000 спалень окремих людей, численні ув'язнення у кам'яниці та живі поховання. Сьогодні ця книга все ще є найважливішою книгою, окрім Біблії, для багатьох менонітів та амішів, зокрема для швейцарської та південнонімецької гілок менонітів. Переслідування тривало до 1710 року в різних частинах Швейцарії.
У 1693 році Якоб Амманн очолив спроби реформувати менонітську церкву у Швейцарії та Південній Німеччині, включивши уникнення причащатися та інші відмінності. Коли дискусії провалилися Амманн та його послідовники відокремилися від інших меннонітських зборів.